# Byrsotria fumigata
Byrsotria fumigata es una especie de insecto blatodeo de la familia Blaberidae, subfamilia Blaberinae.

## Distribución geográfica
Se pueden encontrar en Cuba.

## Otras denominaciones
La Byrsotria fumigata también ha sido identificada como:
- Blatta fumigata Guérin-Méneville, 1857.
- Blabera fumigata Guérin-Méneville, 1857.
- Byrsotria thunbergi minor Saussure & Zehntner, 1894.
- Blatta thunbergii Guérin-Méneville, 1857.
- Monachoda thunbergii Guérin-Méneville, 1857.